# Felső-Kapor-hágó
A Felső-Kapor-hágó (Vyšné Kôprovské sedlo) (2180 m) egy hágó a Magas-Tátrában.

## Megközelítése

### AMenguszfalvi-völgyből(keletről)
Kék jelzés. Készített ösvény. A Poprádi-tótól a Nagy-Hincó-tóhoz: a Menguszfalvi-völgyben befelé vezető ösvényt követve, 20 p múlva útelágazáshoz érünk. Innen a balra elágazó (kék jelzésű) ösvényen tovább, amely – miután átkelt a Hincó-patakon – a magas tófalon meredeken vezet felfelé. A tófal után – folyton b. – a felső völgyterasz leghátsó katlanában fekvő Nagy-Hincó-tóhoz (1965 m; 1 ó 30 p). A tó keleti partján a kék jelzés megszűnik. A jelzés nélküli ösvényen a völgyben tovább, a Keleti-Menguszfalvi-csúcs felé, amelynek DNY. falát egy széles szakadék választja ketté. A szakadék aljától balra egy pad kezdődik, amely a falak alatt balra erősen emelkedve a hágó felé húzódik. Ez füves, hullámos terepen egyenesen nekivisz a hágó K. oldallejtőjének. Ezen számos kanyarral vezet fel a hágóra (45 p).

### AHlinszka-völgyből(nyugatról)
Először zöld, majd kék jelzés. Készített ösvény. Podbanszkótól vagy a volt Vázseci menedékháztól (Rašo kpt.-menedékháztól) a Kapor-völgybe: Ebben (3 ó 30 p-re Podbanszkótól) a Hlinszka-völgybe vezető, jobbra forduló, továbbra is kék jelzésű ösvény átkel a Kapor-patakon, majd a Hlinszka-patak partján, eleinte a patak mellett, majd távolabb tőle, bevisz a Hlinszka-völgybe. Már mélyen a völgyben az ösvény átkel a patakon, és annak aljában visz tovább a völgy zárlata felé. Majd újból átkelve a patak jobb partjára, és mindinkább b. eltávolodva a völgy medrétől, a bal oldalán egészen a gerincig felnyúló omladékos lejtőn vezet a hágóra (3 ó).

## Átmenet a Felső-Kapor-hágóból az Alsó-Kapor-hágóba
A két hágót egymástól hosszú gerincszakasz választja el. Az egyik hágóról a másikra, vagy a füves-sziklás gerincháton (Kapor-váll) (könnyű, de több időt igényel), vagy pedig a gerinc alatt a füves-törmelékes hlinszka-völgyi oldalban juthatunk át (20 p).